# Kolozsvári testvérek

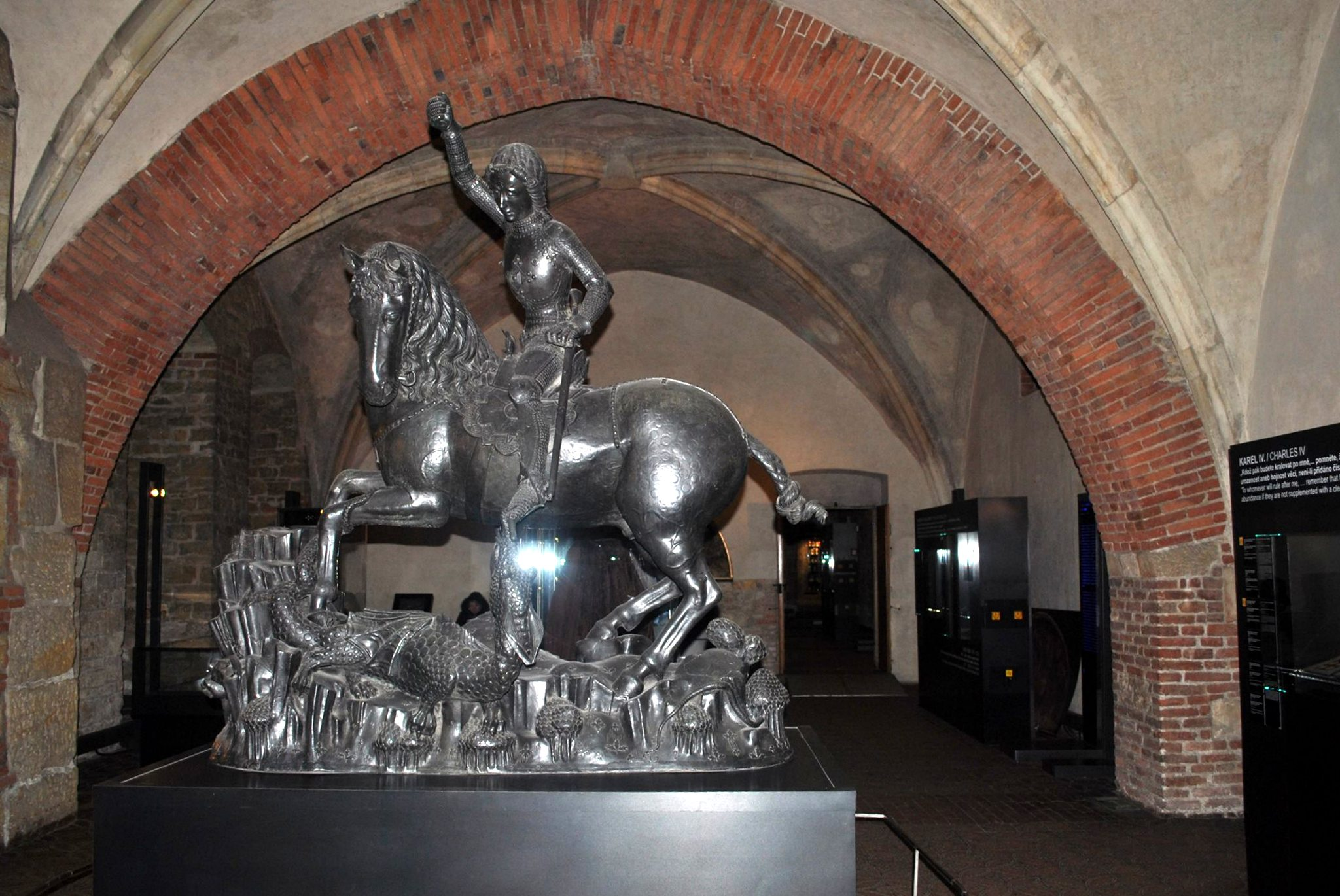
A sárkányölő Szent György szobor eredetije a prágai várban

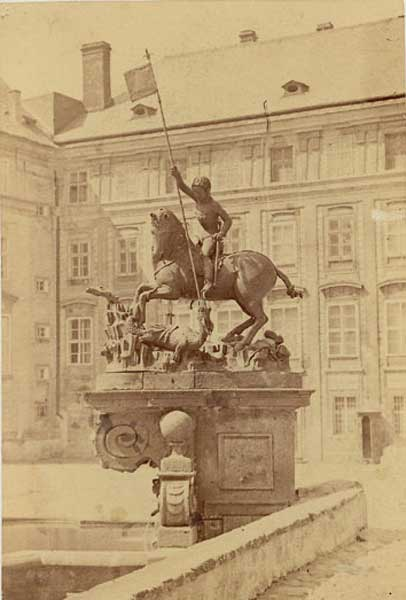
A szobor az eredeti helyén egy 1870-es fényképen

A Kolozsvári testvérek a magyar képzőművészetben meghonosodott kifejezés egy szobrász testvérpárra, Kolozsvári Mártonra és Györgyre, akiknek világhírű alkotása a prágai Szent György-szobor.

## Életük
A testvérpár életéről keveset őrzött meg a történelem. Nagy Lajos király korában éltek, édesapjuk festő volt Kolozsváron. A testvérpár ismert munkáira a nagyváradi püspökök, Futaki Demeter és Zudar János adtak megrendelést.

## Alkotásaik
Első okleveles említésük az a munka, melynek során Futaki Demeter váradi püspök megbízásából három királyszobrot készítettek. Ezek a Szent István királyt, fiát Szent Imre herceget és Szent László királyt ábrázolták. A szobrok 1360 és 1365 között készültek el.
A második említés arról a Szent László királyt ábrázoló lovasszoborról maradt fenn, amelyet Zudar János váradi püspök megrendelésére készítettek el. Mindkét munka szobrai azonban elpusztultak Várad 1660. évi török ostroma, majd bevétele után.

## Fennmaradt alkotásuk: A Szent György-szobor
Egyetlen alkotásuk érte meg a mai kort: a Szent György-szobor, amely Európa első teljes alakos bronz lovasszobra. A szobrot 1373-ra készítette el a testvérpár, valószínűleg királyi megrendelésre. A művészettörténészek megállapítása szerint egy ősi technológiával, a viaszveszejtéses eljárással öntötték. Ezt a módszert Nyugaton az ókor óta nem alkalmazták életnagyságú szobrok készítéséhez.
A Szent György-szobor eredeti példánya a török háborúk folyamán elkerült Prágába, a Hradzsinban a Szent Vitus-székesegyház mellett díszíti a teret. Értékét mutatja, hogy Buda török általi bevétele (1541. augusztus 29.) után állítólag maga Nagy Szulejmán védte meg a műalkotást: „E szobrot senki meg ne nézze, a muzulmánok ne lássák – rendelkezett róla, majd a »a nyakán levő kasmíri sálat leoldván, az alakot befödte véle s az összetöretéstől megmentette«.”

## A Szent György-szobor másolatai
A Kárpát-medencében a Szent György-szobornak több másolata is ismert. A leginkább helyhez illő másolata Kolozsváron, a Farkas utcai református templom előtt áll. Ezt a másolatot Róna József öntödéjében készítették Budapesten. Egyik későbbi, köztéren felállított példánya a Halászbástya lépcsőjénél, egy harmadik pedig az Epreskertben látható. Negyedik másolata Szegeden, a Rerrich Béla téren áll.
Megtalálható kiállított példánya a Magyar Nemzeti Múzeumban és a Budapesti Műszaki és Gazdaságtudományi Egyetemen is.

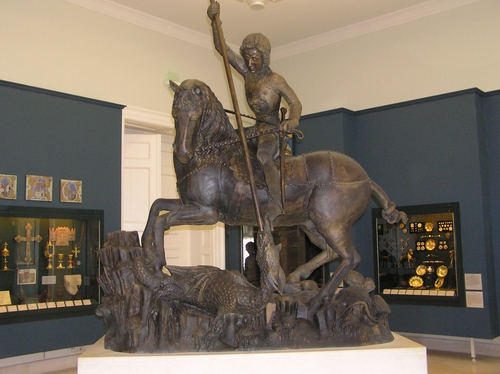
Másolata a Magyar Nemzeti Múzeumban
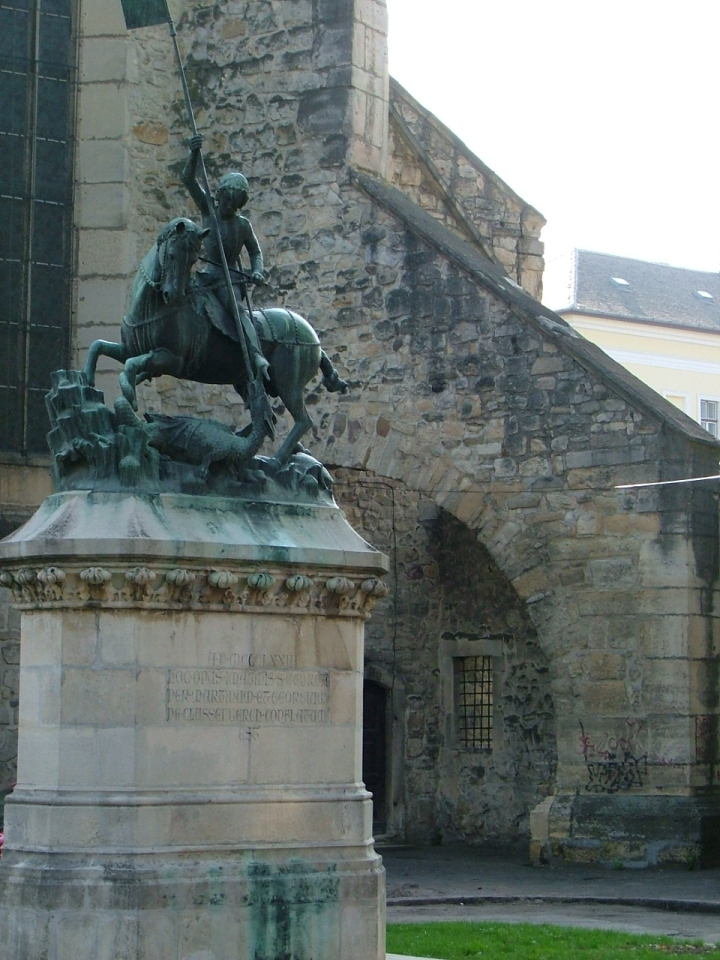
A kolozsvári Szent György-szobor
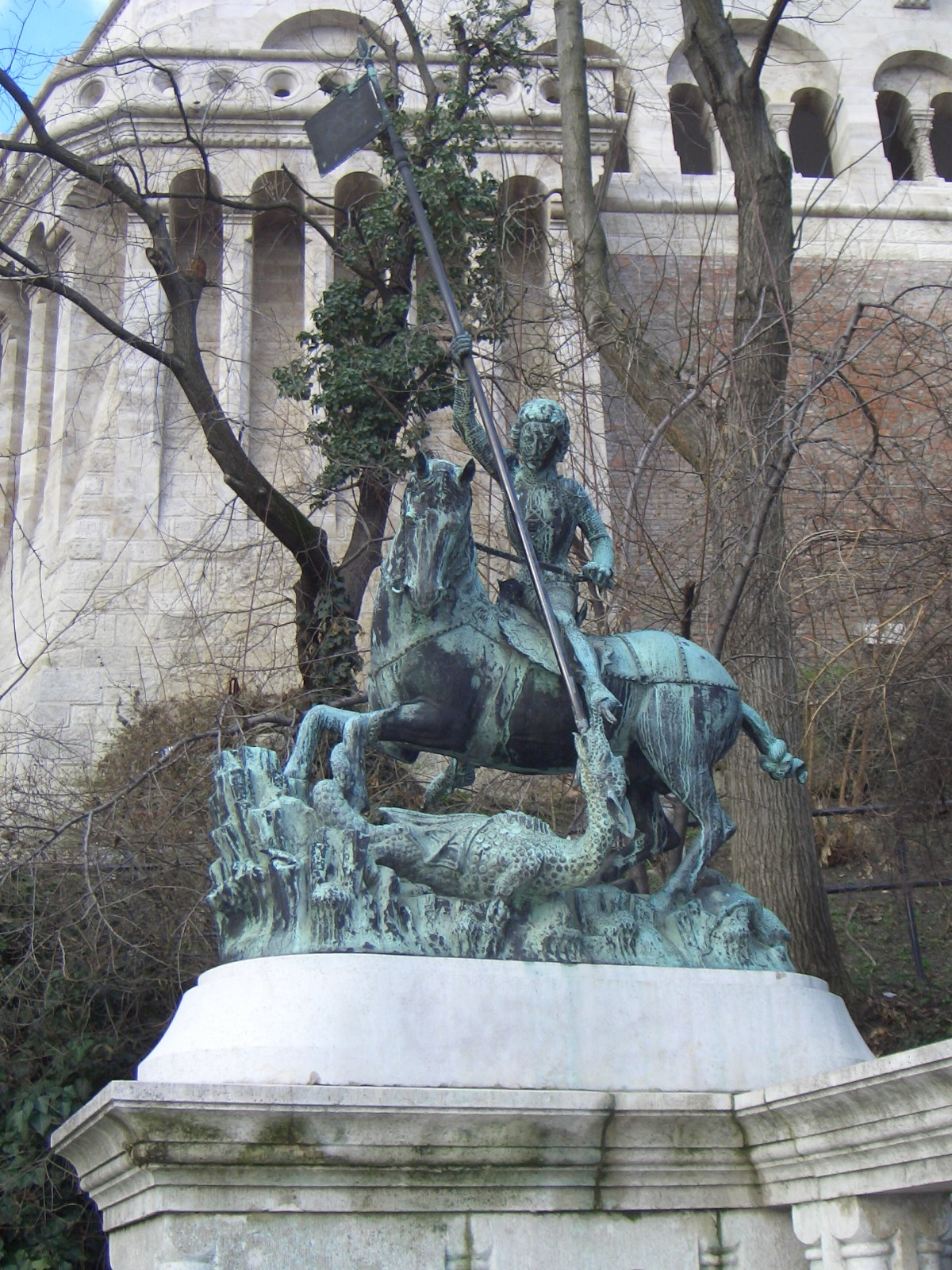
A Halászbástya alatt álló szobor
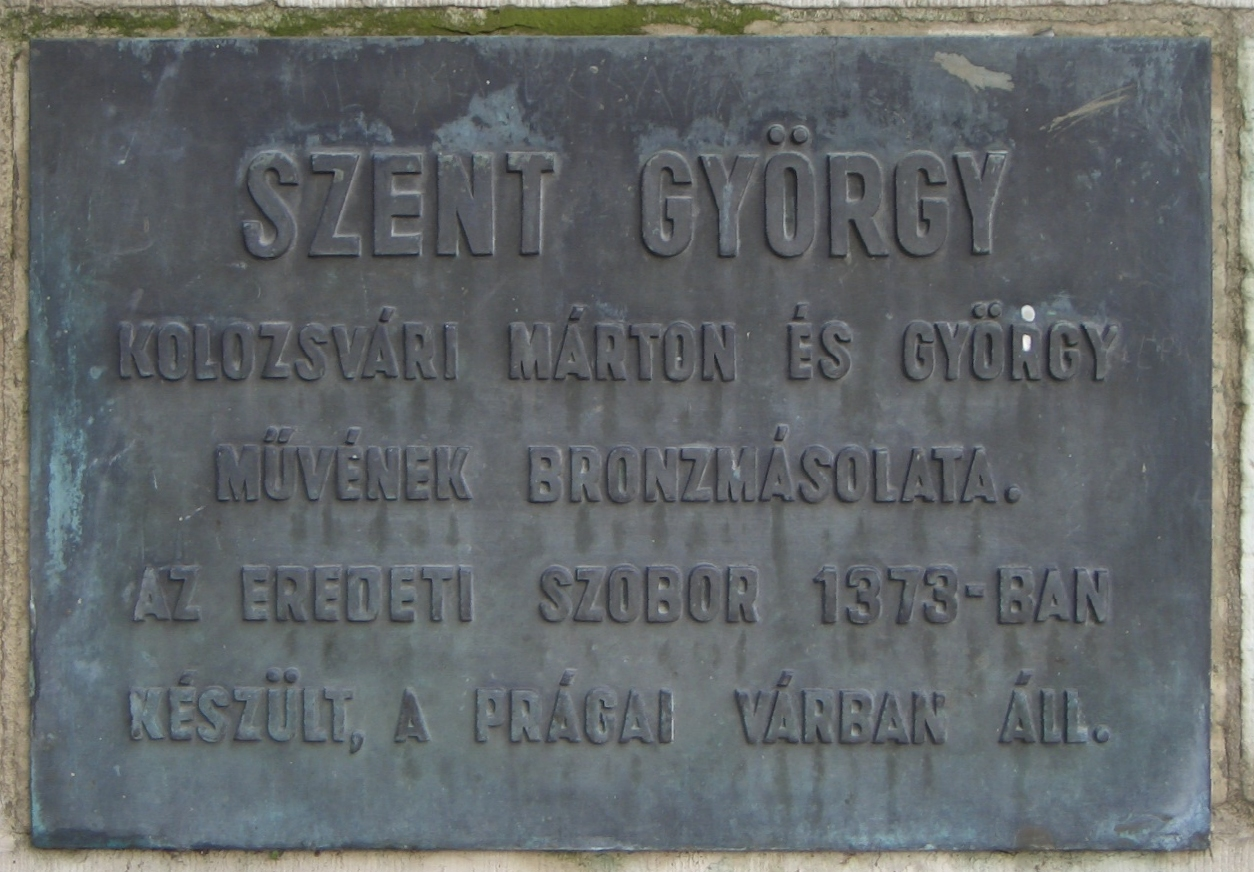
A Halászbástya alatti szobor táblája
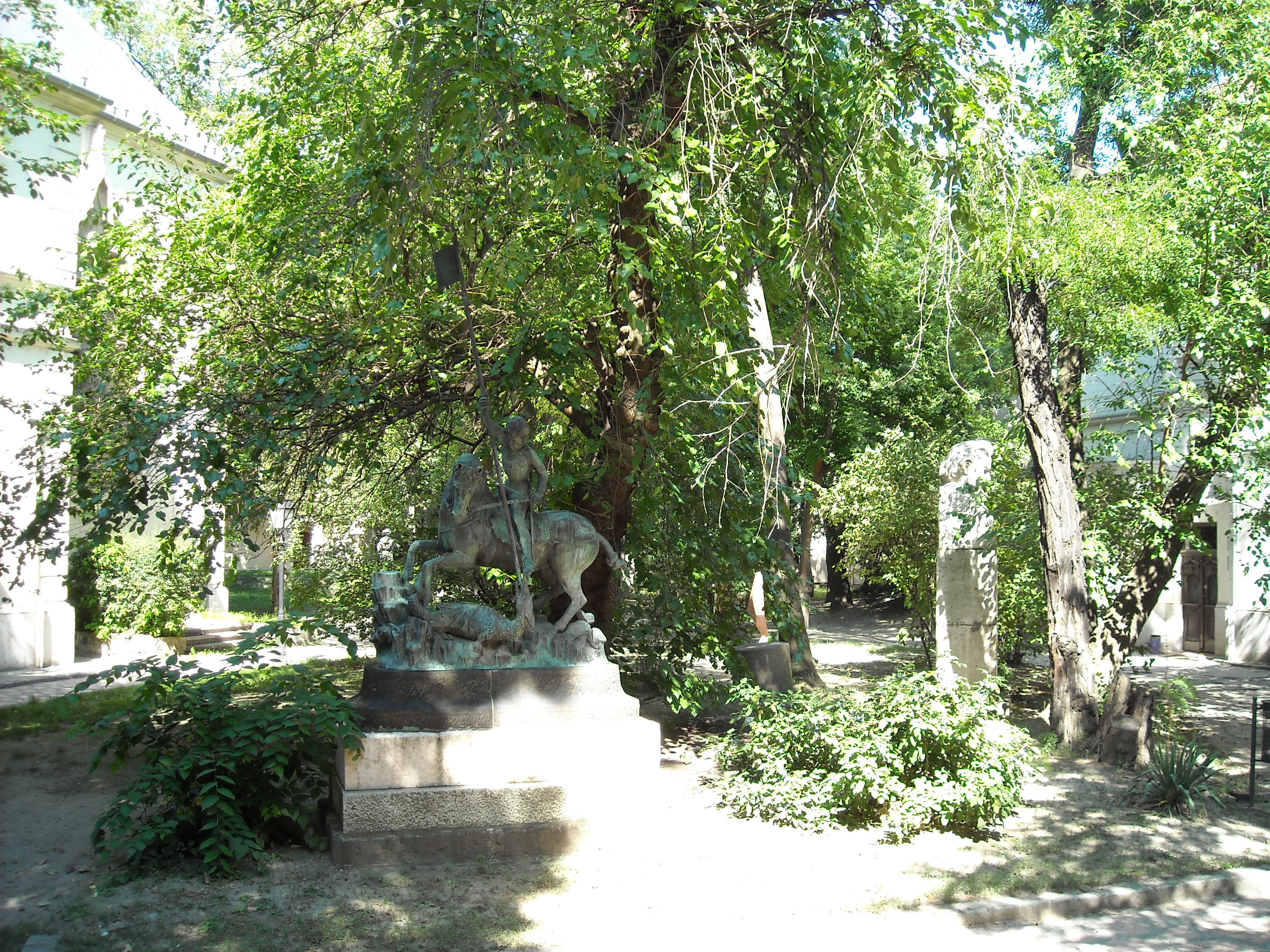
Az epreskerti szobor
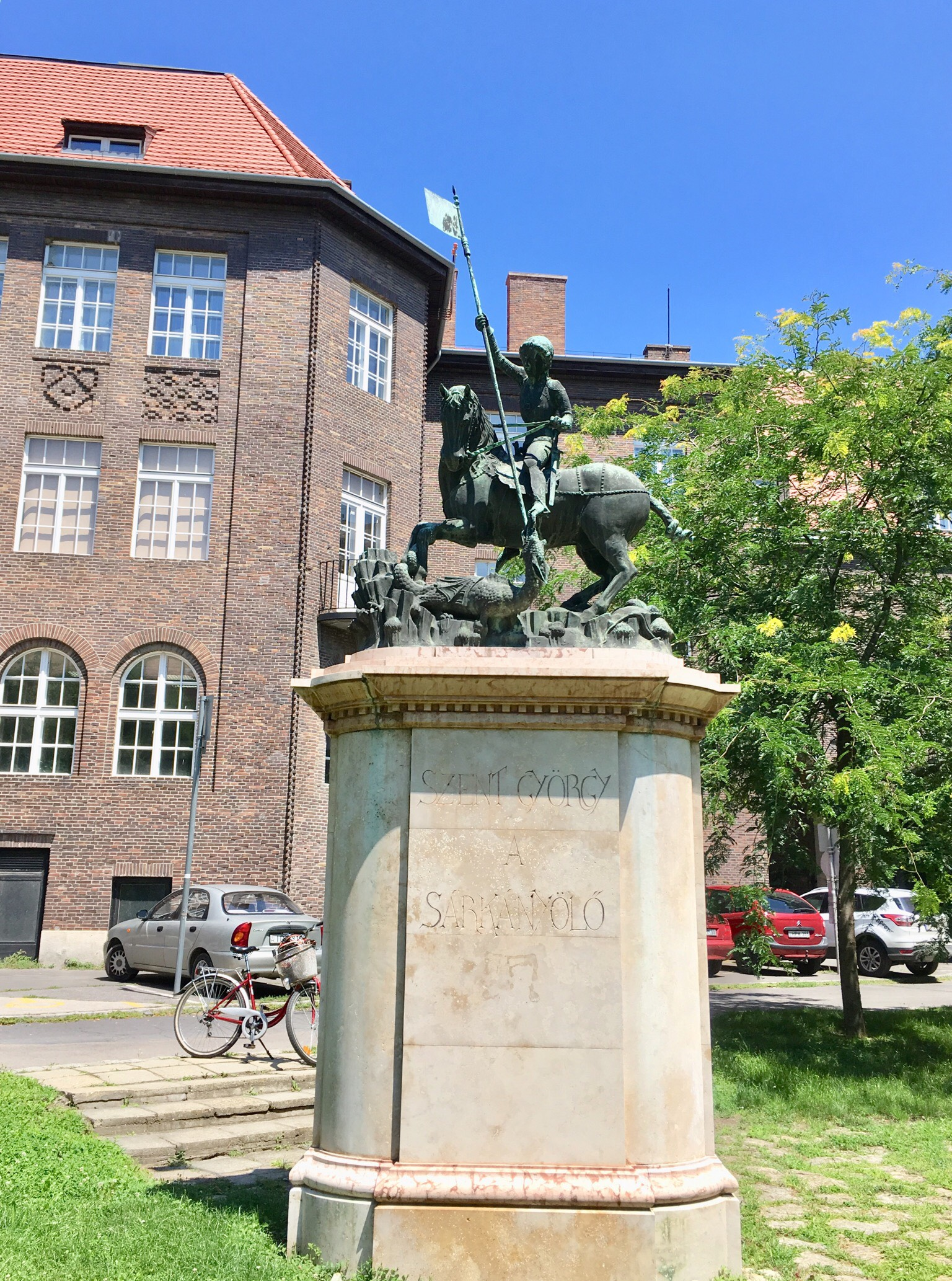
A Szent György-szobor szegedi másolata
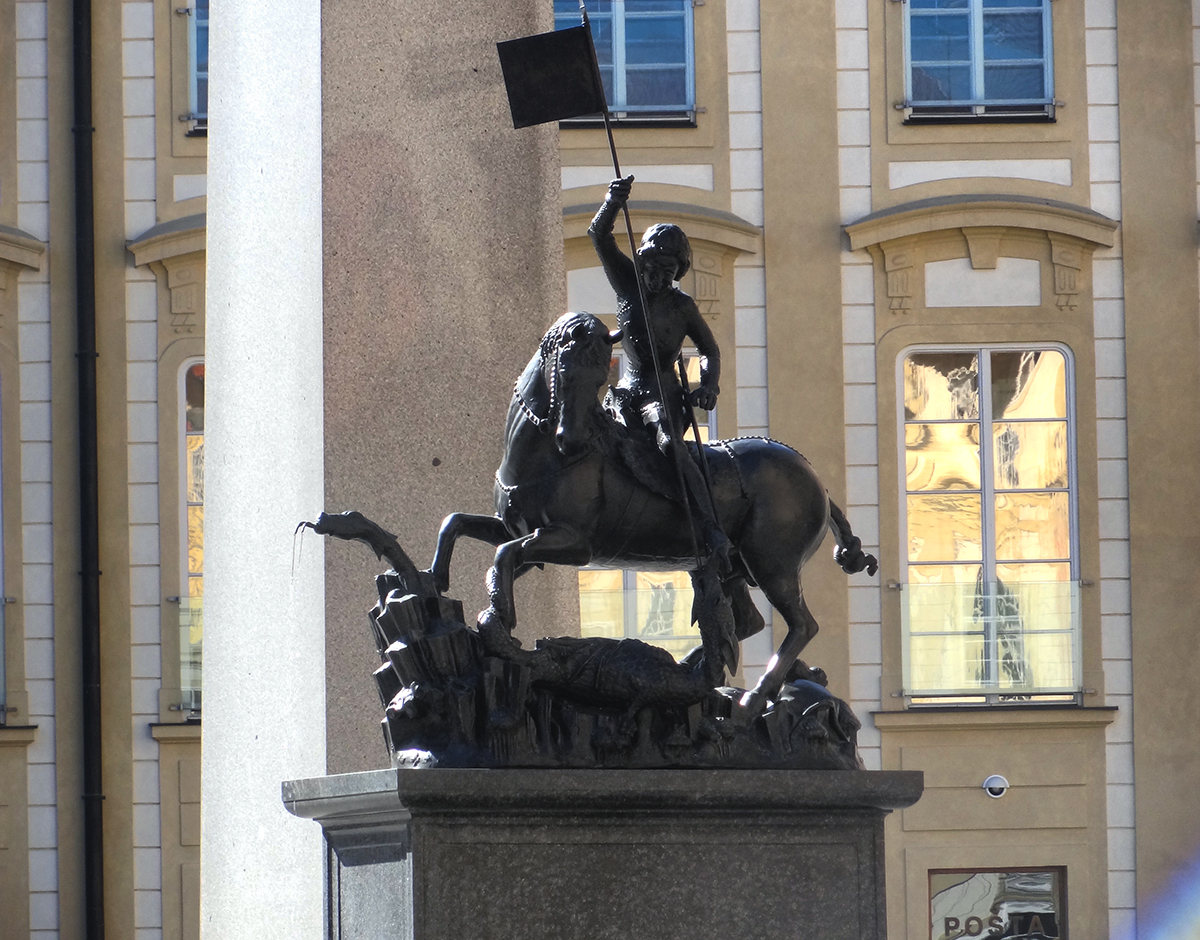
A Szent György-szobor  a Szent Vitus-székesegyház mellett